# Граничар (недјељник)
Граничар је био усташки недјељник који је излазио у Земуну и касније у Винковцима, од јануара 1942. до 1945.
Издавач се на почетку потписивао као конзорциј, а убрзо га је наставио издавати усташки накладни завод у Загребу. Тједник за Земун и Сријем је имао добро зарвијену информативну службу широм Сријема и био је илустровани лист. Неки чланци, па и читаве стране, су штампане и на њемачком језику. Први уредник листа је био Божидар Стилиновић, до 1. јуна 1942. када је отпуштен. Стилиновићев фељтон о судбини Београда у априлу 1941., под насловом Боље рат него пакт, је остао недовршен.
Након Стилиновића, од 23. броја, од 6. јуна 1942., уредник је Иван Плеша, земунски логорник, градских заступник и поштански чиновник, који због свог слабог образовања није могао сам уређивати лист, па је постојао редакциони одбор. На страницама Граничара су писали др Секула Дрљевић, др Никола Фугер, др Ханс Мозер, др Рикардо Чулић.
Дрљевић се на почетку потписивао псеудонимом X, а у каснијим уводницима се потписивао пуним именом и презименом. Објавио је око педесет уводних чланака у духу Хитлерове нове Европе. Православни Хрват Василије Шурлан, наджупник хрватске православне цркве у Земуну и један од организатора те цркве у НДХ, је у листу објавио низ својих чланака, прогласа и стихова. Сарадници су били и др Јосип Гунчевић, римокатолички катихета и директор гимназије, као и Иван Им, апелациони судија, који је својим чланцима ширио мржњу међу народима.
Књижевни прилози су објављивани повремено, у сваком 4. броју. Ту се више пута појављивао као сарадник Густав Крклец.